# HOXC4
HOXC4‏ (Homeobox C4) هوَ بروتين يُشَفر بواسطة جين HOXC4 في الإنسان.